# Albert Voss
Albert Franz Ludwig Voss, född 24 april 1837 i Fritzow vid Kammin i Pommern, död 19 juli 1906 i Berlin, var en tysk arkeolog och museiman. 
Voss blev 1860 medicine doktor i Berlin och deltog i fransk-tyska kriget 1870–1871. Han var direktör för förhistoriska avdelningen vid Museum für Völkerkunde i Berlin, vars egentlige skapare han var. Han utgav den stora katalogen över den förhistoriska och antropologiska utställningen i Berlin 1880 samt en rad avhandlingar i olika tidskrifter och festskrifter, bland annat om den yngsta bronsålderns keramik i Lausitz och angränsande trakter (Keramische Stilarten der Provinz Brandenburg, i Zeitschrift für Ethnologie, 1903), om bronssvärden i Kungliga museerna i Berlin samt om den danska Gundestrupskitteln. Hans främsta arbete, Vorgeschichtlìche Alterthümer aus der Mark Brandenburg (1886–1887), utgavs i förening med Gustav Stimming.